# أنطوان حكيم
أنطوان حكيم (ولد في 30 أبريل 1942) هو مهندس وطبيب كندي.

## دراسته وحياته العملية
دَرَس حكيم الهندسة الكيميائية وعمل بشركة سينكرود في ألبرتا، عمل بعدها معلمًا لفترة وجيزة في مونتريال،  ثم حصل على درجة الدكتوراه في الهندسة الطبية الحيوية من معهد رنسلاير التقني في نيويورك، قبل أن يبدأ في دراسة الطب بكلية طب ألباني. أتم حكيم فترة إقامته بمعهد مونتريال لطب الأعصاب، قبل أن يصير أستاذًا بجامعة مكغيل.
في سنة 1992، انتقل حكيم إلى جامعة أوتاوا، حيث صار رئيسًا لقسم طب الأعصاب ومديرًا لمعهد أبحاث العلوم العصبية بالجامعة، وقد تولى حكيم أيضًا رئاسة قسم طب الأعصاب بمستشفى أوتاوا في الفترة من 1992 إلى 2000.

## أبحاثه في السكتة الدماغية
عندما شرع حكيم يجري أبحاثه، كانت السكتة الدماغية تعد مرضًا لا وقاية منه، وكانت طرق العلاج المتاحة محدودة، إلا أن حكيم تمكن ـ عن طريق تعميق الفهم الطبي لكيفية حدوث السكتة وطبيعة الأذى الذي يتعرض له المخ ـ من اكتشاف طريق ممكنة لعلاج السكتة، ثم لاكتشاف طرق لتقليل احتمال حدوثها.
أسهم حكيم في تأسيس شبكة السكتة الكندية (بالإنجليزية: Canadian Stroke Network)‏، وكان رئيسًا تنفيذيًا ومديرًا علميًا لها، كما كان مديرًا علميًا مؤسسًا لمركز مؤسسة القلب والسكتة للتعافي من السكتة.

## تكريمه
مُنح حكيم وسام كندا من رتبة ضابط في سنة 2007، كما أُدرج اسمه في سنة 2013 ضمن قاعة مشاهير الطب الكنديين.